# Jeunesse sportive kairouanaise (basket-ball)
Maillots
La Jeunesse sportive kairouanaise est un club tunisien de basket-ball basé à Kairouan et l'une des principales équipes de l'élite tunisienne de ce sport.

## Histoire
Bien que cette section existe depuis 1962, elle ne s'est illustrée qu'à partir de 1985. Auparavant, elle fait partie des divisions inférieures et il lui arrive souvent de ne pas terminer la saison. En 1985-1986, elle remporte le championnat de deuxième division mais échoue aux barrages d'accession.
Les dirigeants du club décident de s'intéresser davantage à cette discipline et font appel à des entraîneurs spécialisés : Habib Belhassen puis Abdessattar Elloumi, ce qui permet au club de rejoindre l'élite pour la première fois en 1989. La première expérience de la première division est difficile et l'équipe composée d'Ahmed Kéfi, Moncef Aininou ou encore d'Ali Zaïri rétrograde en division d'honneur. Un après, elle retrouve sa place et la section dirigée par Mohamed Atallah puis par Moncef Chemli poursuit sa progression et améliore son classement d'une année sur l'autre alors que le basket-ball s'implante à Kairouan.
En 1995, les cadets sont champions de Tunisie alors que les minimes remportent la coupe en 1999 et 2001. La première consécration chez les seniors vient avec la première victoire en championnat en 2001 grâce à une pléiade de joueurs de haut niveau comme Radhouane Slimane, Atef Maoua et Walid Dhouibi. Ce titre sera suivi d'autres dont un doublé en 2002 et un championnat maghrébin remporté en 2003. En octobre 2005, la JSK remporte la finale de la Super Coupe de Tunisie contre l'Union sportive monastirienne à la salle de Sousse.
Le 26 mars 2003, la Jeunesse sportive kairouanaise remporte le championnat maghrébin organisé à la salle Ibn Yassine à Rabat) après battu le Widad Adabi Boufarik en finale (67-55).
En 2013, la Jeunesse sportive kairouanaise perd la finale de la coupe de la Fédération contre le Club athlétique bizertin (77-87). En 2015, la JSK remporte la coupe de la Fédération en finale en battant le Stade nabeulien.
Durant la première édition de l'Afro Ligue 2019 (ancien nom de la coupe d'Afrique des clubs champions), la Jeunesse sportive kairouanaise prend la troisième place du tournoi éliminatoire et la deuxième de sa poule durant la phase finale. En quarts de finale, elle bat l'Étoile sportive de Radès (68-67 à l'aller à Kairouan et 73-74 au retour à Radès). La JSK est éliminée en demi-finale par l'Association sportive de Salé (81-73) et perd le match pour la troisième place contre le Smouha SC (58-69). Ahmed Dhif est le meilleur passeur du tournoi avec 5,7 passes décisives en moyenne par match et le joueur avec la troisième meilleur pourcentage (80 %) de lancer franc ; Lawrence Gilbert Jr., choisi pour faire partie de la deuxième équipe du tournoi, est le quatrième meilleur buteur avec 17,4 points en moyenne par match ; Maodo Nguirane, également choisi pour faire partie de la deuxième équipe du tournoi, est le deuxième meilleur rebounder avec 11,1 rebonds en moyenne par match, le joueur plus efficace et le joueur avec le plus double-double (quatre en total) ; Jawhar Jaouadi est le joueur avec le cinquième meilleur pourcentage (79,2 %) de lancer franc.
Durant la saison 2024-2025, la JSK remporte pour la deuxième fois la coupe de la Fédération en battant l'Étoile sportive du Sahel en finale (74-60) à la salle Ben Ammar de La Goulette.

## Palmarès
| National | International |
| --- | --- |
| - Championnat de Tunisie masculin de basket-ball (3) : - Vainqueur : 2001, 2002, 2003 - Finaliste : 2004 - Coupe de Tunisie masculine de basket-ball (2) : - Vainqueur : 2002, 2005 - Finaliste : 2004, 2006, 2014, 2020 - Super Coupe de Tunisie de basket-ball (1) : - Vainqueur : 2005 - Finaliste : 2003 - Coupe de la Fédération (2) : - Vainqueur : 2015, 2025 - Finaliste : 2013, 2023 | - Championnat maghrébin de basket-ball (1) : - Vainqueur : 2003 - Coupe arabe des clubs champions de basket-ball (0) : - Finaliste : 2012 |

## Anciens joueurs
- Mohamed Abbassi
- Ahmed Addami
- Ahed Ajmi
- Islem Ajmi
- Hamdi Braa
- Detrek Browning
- Daequan Cook
- Ahmed Dhif
- Naim Dhifallah
- Hamza Foudhaili
- Youssef Gaddour
- Lawrence Gilbert Jr.
- Jawhar Jaouadi
- Mansour Kasse
- Marouan Kechrid
- Souheil Kechrid
- Wassef Kechrid
- Marouan Laghnej
- Atef Maoua
- Oussama Marnaoui
- Zeke Marshall
- Wassef Methnani
- Maodo Nguirane
- Radoslav Pekovic
- Hamza Slimane
- Radhouane Slimane
- Tom Wamukota
- George Williams
- Nyika Williams